# Vietnam's Next Top Model (mùa 6)
Vietnam's Next Top Model – Người mẫu Việt Nam 2015 là mùa thứ sáu của loạt chương trình truyền hình thực tế Vietnam's Next Top Model được sản xuất bởi Đài Truyền hình Việt Nam và Multimedia JSC. Chương trình được phát sóng lúc 20h00 chủ nhật hàng tuần trên kênh VTV3, bắt đầu từ ngày 2 tháng 8 năm 2015.. Chủ đề của mùa này là: Keep Moving - Không Ngừng Chuyển Động. 
Lương Thị Hồng Xuân và Nguyễn Thị Hợp tham gia mùa giải All Stars năm 2017. Hồng Xuân dừng chân ở vị trí top 12 và Nguyễn Hợp dừng chân ở top 6.

## Giám khảo
- Siêu mẫu Thanh Hằng.[2]
- Nhiếp ảnh gia Samuel Hoàng
- Nhà thiết kế Adrian Anh Tuấn

## Thông tin chung

### Thể lệ tham dự
Để có thể đến với cuộc thi năm nay, các thí sinh tham dự phải đáp ứng các yêu cầu:
- Thí sinh phải là công dân Việt Nam
- Tuổi từ 18-25
- Chiều cao: hạn chế nhất 170 cm (đối với nữ) và 175 cm (đối với nam)
- Chưa từng đoạt danh hiệu trong bất cứ cuộc thi sắc đẹp hoặc thời trang nào do hội đồng giám khảo xét duyệt mang tầm quốc gia trở lên, chưa từng có tiền án, tiền sự hay phẫu thuật chuyển đổi giới tính
- Trình độ văn hóa 12/12 trở lên

### Vòng loại
| Thành phố             | Ngày      | Địa điểm                                  |
| --------------------- | --------- | ----------------------------------------- |
| Hà Nội                | 22/5/2015 | Trung tâm thương mại The Garden           |
| Đà Nẵng               | 24/5/2015 | Trung tâm Eden 5                          |
| Cần Thơ               | 30/5/2015 | Khách sạn Vạn Phát                        |
| Thành phố Hồ Chí Minh | 3/6/2015  | Trung tâm hội nghị tiệc cưới Grand Palace |

## Giải thưởng
Nhà vô địch của chương trình sẽ nhận được những giải thưởng trị giá như sau:
- Một hợp đồng làm việc độc quyền với công ty quản lý và đào tạo người mẫu hàng đầu beU Model Management trị giá 1 tỷ đồng;
- Được xuất hiện trên trang bìa của tạp chí Harper's Bazaar Việt Nam – Tạp chí thời trang hàng đầu thế giới, cùng phần thưởng tiền mặt trị giá 200 triệu đồng;
- Được ký hợp đồng người mẫu quảng cáo cho nhãn hàng thời trang CANIFA trong vòng một năm trị giá 200 triệu đồng;
- Phiếu mua hàng trị giá 100 triệu đồng từ nhãn hàng thời trang Eva de Eva, có giá trị mua sắm tại hệ thống cửa hàng trên toàn quốc;
- Phiếu mua hàng trị giá 100 triệu đồng từ nội thất Phố Xinh;
- Một năm ở tại Căn hộ cao cấp Dragon Hill Residence and Suites thuộc công ty cổ phần địa ốc Phú Long;
- Đặc biệt, nhà vô địch Vietnam’s Next Top Model 2015 sẽ được lựa chọn người mẫu mở màn cho Tuần lễ thời trang quốc tế tại Việt Nam – Vietnam International Fashion Week 2015.

Và còn rất nhiều giải thưởng có giá trị khác dành cho những thí sinh xuất sắc nhất trong mỗi thử thách.
Ngoài ra, Top 4 thí sinh xuất sắc nhất của Vietnam’s Next Top Model 2015 sẽ có một chuyến trải nghiệm tại môi trường thời trang ở châu Âu do tạp chí Harper’s Bazaar Việt Nam tài trợ.

## Danh sách thí sinh vào nhà chung
(Tính theo tuổi khi còn trong cuộc thi)
| Thí sinh | Thí sinh              | Tuổi | Quê quán          | Chiều cao               | Bị loại ở | Hạng  | Ghi chú |
| -------- | --------------------- | ---- | ----------------- | ----------------------- | --------- | ----- | --- |
|          | Nguyễn Thành Quốc     | 22   | Vĩnh Long         | 1,85 m (6 ft 1 in)      | Tập 2     | 14    | |
|          | Nguyễn Thị Kim Phương | 19   | Cần Thơ           | 1,77 m (5 ft 9+1⁄2 in)  | Tập 4     | 13-12 | Top 9 The New Mentor - Người mẫu Toàn năng 2023 - Team Thanh Hằng |
|          | Trần Hải Đăng         | 22   | Nam Định          | 1,93 m (6 ft 4 in)      | Tập 4     | 13-12 | Top 35 Nam Vương Việt Nam 2024 |
|          | Hoàng Gia Anh Vũ      | 20   | Hà Nội            | 1,81 m (5 ft 11+1⁄2 in) | Tập 5     | 11    | |
|          | Hoàng Anh Tú          | 22   | Hải Phòng         | 1,84 m (6 ft 1⁄2 in)    | Tập 7     | 10    | |
|          | H'Hen Niê             | 23   | Đắk Lắk           | 1,72 m (5 ft 7+1⁄2 in)  | Tập 8     | 9-8   | Hoa hậu Hoàn vũ Việt Nam 2017 Top 5 Hoa hậu Hoàn vũ 2018 Timeless Beauty 2018 Top 10 Miss Grand Slam 2018 Quán quân Cuộc đua kỳ thú 2019 Tham gia Chị đẹp đạp gió rẽ sóng |
|          | Đào Thị Thu           | 22   | Hà Tĩnh           | 1,74 m (5 ft 8+1⁄2 in)  | Tập 8     | 9-8   | |
|          | Nguyễn Thị Hồng Vân   | 19   | Hà Nội            | 1,81 m (5 ft 11+1⁄2 in) | Tập 9     | 7     | Top 60 Hoa hậu Hoàn vũ Việt Nam 2019 |
|          | Đinh Đức Thành        | 20   | Hà Tĩnh           | 1,85 m (6 ft 1 in)      | Tập 10    | 6-5   | |
|          | K' Brơi               | 23   | Lâm Đồng          | 1,80 m (5 ft 11 in)     | Tập 10    | 6-5   | Top 16 The Next Gentleman - Team Hà Anh |
|          | Võ Thành An           | 21   | Đà Lạt, Lâm Đồng  | 1,84 m (6 ft 1⁄2 in)    | Tập 11    | 4-2   | |
|          | Nguyễn Thị Hợp        | 23   | Quảng Ninh        | 1,73 m (5 ft 8 in)      | Tập 11    | 4-2   | Top 6 All-Stars |
|          | Lương Thị Hồng Xuân   | 19   | Bà Rịa – Vũng Tàu | 1,90 m (6 ft 3 in)      | Tập 11    | 4-2   | Top 12 All-Stars |
|          | Nguyễn Thị Hương Ly   | 20   | Gia Lai           | 1,76 m (5 ft 9+1⁄2 in)  | Tập 11    | 1     | Người mẫu của năm (Her World Young Achiever 2018) Top 5 Hoa hậu Hoàn vũ Việt Nam 2019 Top 5 Hoa hậu Hoàn vũ Việt Nam 2022 Á hậu 1 Miss Universe Vietnam 2023              |

## Các tập phát sóng

### Tập 1: Casting
Ngày phát sóng: 02/8/2015
- Giám khảo khách mời: Hoàng Thùy (Quán quân VNTM 2011), Kha Mỹ Vân (Á quân VNTM 2012), Mâu Thủy (Quán quân VNTM 2013), NTK Devon Nguyễn, NTK Thủy Nguyễn & NTK Hoàng Minh Hà
- Top 14: Võ Thành An, K'Brơi, H'Hen Niê, Nguyễn Thị Hợp, Nguyễn Thị Hương Ly, Đinh Đức Thành, Hoàng Gia Anh Vũ, Hoàng Anh Tú, Đào Thị Thu, Lương Thị Hồng Xuân, Phạm Hải Đăng, Nguyễn Thị Hồng Vân, Nguyễn Thị Kim Phương, Nguyễn Thành Quốc

### Tập 2
Ngày phát sóng: 09/8/2015
- Chiến thắng thử thách: Nguyễn Thị Hợp
- Bức ảnh đẹp nhất: Đinh Đức Thành
- Top 2 nguy hiểm: Nguyễn Thành Quốc & Nguyễn Thị Hương Ly
- Loại: Nguyễn Thành Quốc

Trước khi vào nhà chung, top 14 thí sinh xuất sắc nhất sẽ được thay đổi diện mạo để bắt đầu cuộc thi.

### Tập 3
Ngày phát sóng: 16/8/2015
- Chiến thắng thử thách: K'Brơi & H'Hen Niê
- Bức ảnh đẹp nhất: Đinh Đức Thành
- Top 2 nguy hiểm: Hoàng Gia Anh Vũ & Nguyễn Thị Hợp
- Được BGK cứu: Nguyễn Thị Hợp

### Tập 4
Ngày phát sóng: 23/8/2015
- Chiến thắng thử thách: H'Hen Niê & Võ Thành An
- Giám khảo khách mời: Đại diện tạp chí Harper's Bazaar VN - Chị Trần Nguyễn Thiên Hương
- Bức ảnh đẹp nhất: Hoàng Anh Tú
- Top 4 nguy hiểm: Nguyễn Thị Hợp, Đào Thị Thu, Nguyễn Thị Kim Phương & Trần Hải Đăng
- Loại: Nguyễn Thị Kim Phương & Trần Hải Đăng

### Tập 5
Ngày phát sóng: 30/8/2015
- Chiến thắng thử thách: Nguyễn Thị Hương Ly
- Giám khảo khách mời: Nhiếp ảnh gia đến từ Úc - Lee Nguyễn
- Bức ảnh đẹp nhất: H'Hen Niê
- Top 3 nguy hiểm: Nguyễn Thị Hợp & Hoàng Gia Anh Vũ
- Loại: Hoàng Gia Anh Vũ

### Tập 6
Ngày phát sóng: 06/9/2015
- Chiến thắng thử thách: Võ Thành An
- Giám khảo khách mời: Đại diện thương hiệu Eva de Eva - Bà Donna Bramhall
- Bức ảnh đẹp nhất: Đào Thị Thu
- Top 3 nguy hiểm: Lương Thị Hồng Xuân, Nguyễn Thị Hồng Vân
- Loại: Không ai

### Tập 7
Ngày phát sóng: 13/9/2015
- Chiến thắng thử thách: H'Hen Niê & Võ Thành An
- Người mẫu khách mời: Quang Hùng & Kha Mỹ Vân - hỗ trợ bức ảnh cùng với các thí sinh trong chủ đề chụp hình
- Giám khảo khách mời: Đại diện thương hiệu Canifa - Chị Đoàn Ngọc
- Bức ảnh đẹp nhất: Nguyễn Thị Hương Ly
- Top 2 nguy hiểm: Nguyễn Thị Hợp & Hoàng Anh Tú
- Loại: Hoàng Anh Tú

### Tập 8
Ngày phát sóng: 20/9/2015
- Chiến thắng thử thách: Lương Thị Hồng Xuân
- Bức ảnh đẹp nhất: Lương Thị Hồng Xuân
- Top 3 nguy hiểm: Đào Thị Thu, Đinh Đức Thành & H'Hen Niê
- Loại: Đào Thị Thu & H'Hen Niê

Trước khi các thí sinh bước vào các thử thách tiếp theo ở Nha Trang, top 9 đã được tiếp tục thay đổi diện mạo lần 2.

### Tập 9
Ngày phát sóng: 27/9/2015
- Chiến thắng thử thách: Nguyễn Thị Hương Ly & Võ Thành An
- Giám khảo khách mời: Giám đốc điều hành BeU Models Management - Ông Jason Baumann
- Bức ảnh đẹp nhất: Võ Thành An
- Top 2 nguy hiểm: Nguyễn Thị Hương Ly & Nguyễn Thị Hồng Vân
- Loại: Nguyễn Thị Hồng Vân

### Tập 10
Ngày phát sóng: 04/10/2015
- Chiến thắng thử thách: Nguyễn Thị Hương Ly
- TVC tốt nhất: Lương Thị Hồng Xuân
- Giám khảo khách mời: Quán quân Project Runway Vietnam 2013 - NTK Hoàng Minh Hà
- Top 3 nguy hiểm: K'Brơi, Nguyễn Thị Hương Ly & Đinh Đức Thành
- Loại: K'Brơi & Đinh Đức Thành.

### Tập 11: Chung kết "The Final Lap - Chặng đua cuối"
Ngày phát sóng: 11/10/2015
- Giám khảo khách mời: Đại diện tạp chí Harper's Bazaar VN - Chị Trần Nguyễn Thiên Hương
- Kết quả chung cuộc:

1. Á Quân: Võ Thành An, Nguyễn Thị Hợp & Lương Thị Hồng Xuân
2. Quán quân Vietnam's Next Top Model 2015 - Mùa 6: Nguyễn Thị Hương Ly

## Kết quả

### Thứ tự gọi tên
| 1  | Đào Thu    | Đức Thành  | Đức Thành  | Anh Tú              | H'hen Niê  | Đào Thu    | Hương Ly   | Hồng Xuân         | Thành An   | Hồng Xuân        | Hương Ly                      |  |  |  |  |  |  |  |  |  |  |
| 2  | Nguyễn Hợp | Nguyễn Hợp | Hồng Xuân  | Hồng Vân            | Hồng Xuân  | H'Hen Niê  | Hồng Vân   | Hương Ly          | Nguyễn Hợp | Nguyễn Hợp       | Thành An Nguyễn Hợp Hồng Xuân |  |  |  |  |  |  |  |  |  |  |
| 3  | Kim Phương | K'Brơi     | Anh Tú     | Đức Thành           | K'Brơi     | Anh Tú     | Thành An   | Thành An          | Đức Thành  | Thành An         | Thành An Nguyễn Hợp Hồng Xuân |  |  |  |  |  |  |  |  |  |  |
| 4  | Anh Vũ     | Hải Đăng   | H'Hen Niê  | Thành An            | Đào Thu    | K'Brơi     | H'Hen Niê  | K'Brơi            | Hồng Xuân  | Hương Ly         | Thành An Nguyễn Hợp Hồng Xuân |  |  |  |  |  |  |  |  |  |  |
| 5  | H'Hen Niê  | Đào Thu    | Hương Ly   | K'Brơi              | Anh Tú     | Thành An   | Đào Thu    | Nguyễn Hợp        | K'Brơi     | K'Brơi Đức Thành |                               |  |  |  |  |  |  |  |  |  |  |
| 6  | Đức Thành  | H'Hen Niê  | Thành An   | H'Hen Niê           | Hương Ly   | Đức Thành  | Đức Thành  | Hồng Vân          | Hương Ly   | K'Brơi Đức Thành |                               |  |  |  |  |  |  |  |  |  |  |
| 7  | Anh Tú     | Thành An   | Hồng Vân   | Anh Vũ              | Thành An   | Nguyễn Hợp | K'Brơi     | Đức Thành         | Hồng Vân   |                  |                               |  |  |  |  |  |  |  |  |  |  |
| 8  | Hương Ly   | Kim Phương | Hải Đăng   | Hồng Xuân           | Hồng Vân   | Hương Ly   | Hồng Xuân  | H'Hen Niê Đào Thu |            |                  |                               |  |  |  |  |  |  |  |  |  |  |
| 9  | Hải Đăng   | Anh Vũ     | Kim Phương | Hương Ly            | Đức Thành  | Hồng Vân   | Nguyễn Hợp | H'Hen Niê Đào Thu |            |                  |                               |  |  |  |  |  |  |  |  |  |  |
| 10 | Thành An   | Hồng Xuân  | K'Brơi     | Nguyễn Hợp          | Nguyễn Hợp | Hồng Xuân  | Anh Tú     |                   |            |                  |                               |  |  |  |  |  |  |  |  |  |  |
| 11 | Hồng Xuân  | Hồng Vân   | Đào Thu    | Đào Thu             | Anh Vũ     |            |            |                   |            |                  |                               |  |  |  |  |  |  |  |  |  |  |
| 12 | Hồng Vân   | Anh Tú     | Anh Vũ     | Hải Đăng Kim Phương |            |            |            |                   |            |                  |                               |  |  |  |  |  |  |  |  |  |  |
| 13 | Thành Quốc | Hương Ly   | Nguyễn Hợp | Hải Đăng Kim Phương |            |            |            |                   |            |                  |                               |  |  |  |  |  |  |  |  |  |  |
| 14 | K'Brơi     | Thành Quốc |            |                     |            |            |            |                   |            |                  |                               |  |  |  |  |  |  |  |  |  |  |

     Thí sinh chiến thắng
     Thí sinh bị loại
     Thí sinh bị loại nhưng được cứu

### Chủ đề chụp hình
- Tập 1: Keep Moving theo nhóm (vòng Casting)
- Tập 2: Tạo dáng hình chữ V - không ngừng chuyển động
- Tập 3: Tạo dáng trên vách núi nhân tạo
- Tập 4: Chụp ảnh theo nhóm với 4 xu hướng thời trang thế giới: Glamorous - Diva, Futuristic, Gothic - Rock, Urban - Pop
- Tập 5: Chụp hình và tạo dáng với khỉ
- Tập 6: Hóa thân thành những chàng trai, cô gái cổ điển của thập niên 60 trong BST Thu Đông của thương hiệu Eva de Eva
- Tập 7: Mùa ấm - Mùa yêu thương
- Tập 8: Hóa thân thành người cá ở thủy cung
- Tập 9: Tạo dáng trên không trung - iFLY
- Tập 10: Quay TVC quảng cáo điện thoại Samsung Galaxy S6 Edge Plus
- Tập 11: Keep Moving (Chung kết)

## Sau Top Model
- Thành Quốc: không theo đuổi nghề người mẫu sau chương trình và hiện tại đã lập gia đình.
- Hải Đăng: kí hợp đồng với BeU Models, Nomad Management và Nixx Model Agency. Anh làm người mẫu ảnh và xuất hiện trên tạp chí cùng với một số trang bìa như Elle, Mốt, Elle Man[3], Thanh Niên Tuần San,... Anh được xuất hiện trong chiến dịch quảng cáo cho Masformen, D.U.Y Boutique, V.82 Store, DZ by Rita Dzung, Oche Boutique, Thiện Phát Design, Ivy Moda, Caluci Fashion, Parity Fashion, Ninomaxx, Crafts Clothing, Việt Tiến, Mr Simple Style, Suits & Vest Nek, Reuzel's Voyage, NTK Đặng Tuấn Vũ, NTK Trương Thanh Long, NTK Hoài Sang, VinFast,... và sải bước trên một số sàn diễn thời trang của Adam Store, QB Men, Faslink, Owen Fashion, Canifa, V.82 Store, Ivy Moda, Yaly Couture, Moncheri Fashion, NTK Hoài Sang, Phong Cách & Cuộc Sống, Thời Trang & Cuộc Sống, Xu Hướng & Phong Cách, Lễ Hội Áo Dài Hà Nội 2024, Vietnam International Fashion Week, Ami Fashion Show, Elle Fashion Journey, Vietnam Runway Fashion Week,... Ngoài ra, anh còn xuất hiện trong video âm nhạc "Keep Me In Love" của Hồ Ngọc Hà.
- Kim Phương: kí hợp đồng với BeU Models, Nomad Management, Choice Models Management, Tay Models, Portfolios Casting Agency, Models Package Management ở Los Angeles và Now Model Management ở Singapore. Cô làm người mẫu ảnh và xuất hiện trên tạp chí cùng với một số trang bìa như Harper's Bazaar[4], Elle, Đẹp, L'Officiel, F Fashion, Her World, Mốt, Thanh Niên Tuần San, Nữ Doanh Nhân,... Cô được xuất hiện trong chiến dịch quảng cáo cho Vietinio, Devon London, David Wong Boutique, Soul Bohostyle, Mamacita Designs, Latui Atelier, Datt Official, Chats by C.Dam, L'Espoir, Allez's Office, Gia Studios, Frederick Lee Couture, La Fiancée du Facteur Jewelry Pháp, NTK Chung Thanh Phong, NTK Nguyễn Minh Giang Tú[5], NTK Trần Minh Ngọc LCDF[6], NTK Lê Thanh Hòa, NTK Betty Trần, NTK Adrian Anh Tuấn, NTK Hà Linh Thư, NTK Li Lam, NTK Đặng Hải Yến, Rolls-Royce,... và sải bước trên một số sàn diễn thời trang của Canifa, Ivy Moda, Thủy Design House, Vungoc&Son, Amy Store, Viveire, Elise Fashion, Lam.D Studio[7], NTK Đặng Hải Yến, NTK Adrian Anh Tuấn, NTK Lê Thanh Hòa, NTK Võ Công Khanh, NTK Chung Thanh Phong, NTK Đức Vincie, NTK Đỗ Mạnh Cường, NTK Công Trí, NTK Trần Hùng, NTK Nguyễn Hoàng Tú, NTK Trương Thanh Hải[8], Thời Trang & Nhân Vật, Vietnam International Fashion Week[9], Lynk Fashion Show, Elle Fashion Journey, Vietnam International Fashion Festival, Fashion Voyage, Singapore Fashion Week[10],...
- Anh Vũ: kí hợp đồng với BeU Models, Babyface Casting Agency và Eclipse Casting Agency. Anh làm người mẫu ảnh[11][12][13] và xuất hiện trong chiến dịch quảng cáo cho PNJ[14], Lazada Group, Thời Trang Fiona, Canifa, Aristino, W&W Fashion, Men's Bioré[15], On+Off, Eagle Creek, Livan Sport, Garnet Bridal Atelier, Insidemen, Genviet Jeans, Velosar Sport, Vinhomes Riverside, Vinpearl Land, Traveloka, VPBank[16], iCheck Scanner[17], Vuvuzela, Lavie[18],... Anh đã sải bước trên một số sàn diễn thời trang của Remmy Fashion, Doublet Japan, Canifa, Tumi Inc., Ivy Moda, Chula Fashion, Aristino, Happy Clothing, Caluci Fashion[19], Insidemen, NTK Đỗ Mạnh Cường, Vietnam International Fashion Week, Show tốt nghiệp Học viện Thiết kế và Thời trang London, Vietnam – Italia Fashion Week, Sakura Collection Vietnam, Destination Runway Fashion Week,... Ngoài ra, anh còn tham gia đóng phim hài 5Plus Online và xuất hiện trong các video âm nhạc như "Thà Là Chưa Bắt Đầu" của Pha Lê, "Điều Tuyệt Vời" của Mỹ Tâm,... Vào tháng 3 năm 2019, anh bị phát hiện bệnh ung thư tinh hoàn di căn lên phổi, nhưng may mắn thay anh đã phục hồi sau một thời gian điều trị. Từ năm 2025, anh dần rút khỏi làng người mẫu để sinh sống và học tập tại Mỹ.
- Anh Tú: làm người mẫu ảnh và được chụp hình cho tạp chí Sành Điệu 2/2016. Anh đã xuất hiện trong chiến dịch quảng cáo cho Urbanista Fashion, Six66 Studio, Remmy Fashion, Canifa, Genviet Jeans, Infamous By Boo, Thời Trang Zenda, Buddeez Streetwear, Dark Ghost Fashion, Bò Sữa by Boo, Puzio Fashion, Dunlop Sport, Aristino, Yamaha,... và sải bước trên một số sàn diễn thời trang của Remmy Fashion, Doublet Japan, Canifa, Adam Store, Ivy Moda[20], Phan Nguyễn Fashion, Vietnam International Fashion Week, Show tốt nghiệp Học viện Thiết kế và Thời trang London,... Ngoài ra, anh còn mở cửa hàng shop thời trang Parismomes ở Hà Nội. Từ năm 2018, anh dần rút khỏi làng người mẫu và lấn sân sang vai trò stylist, giám đốc sáng tạo và đạo diễn catwalk.
- Đào Thu: kí hợp đồng với Now Model Management ở Singapore, FP Model Agency ở Dubai và Raya Models ở Hamburg. Cô làm người mẫu ảnh và xuất hiện trên một số tạp chí cùng với trang bìa nước ngoài như Sauceink Singapore, Key Singapore[21], Ikon Hà Lan,... Cô được sải bước trên một số sàn diễn thời trang của Valenciani, Louis Vuitton, Luna Bianca Bridal Singapore, Nafa Singapore, Studio Vetyver Singapore[22], Kim Robinson, Thời Trang & Nhân Vật, Vietnam International Fashion Week, Raffles Fashion Designers Showcase 2021,... và xuất hiện trong chiến dịch quảng cáo cho Laas Vietnam, Vespertine Singapore, Elizabeth Grace Couture Singapore, Love Wedding Atelier Singapore, Coral Secret Singapore, Fitta Active Wear Singapore, Nafa Singapore, The Hat Couture Singapore, Birkenstock Singapore, Kloshar Bags UAE,... Ngoài ra, cô còn là người sáng lập của hãng áo tắm S2kini Swimwear.
- H'Hen Niê: kí hợp đồng với BeU Models. Cô làm người mẫu ảnh[23] và xuất hiện trên tạp chí cùng với một số trang bìa trong nước như Harper's Bazaar, Đẹp, Elle[24], Mốt, Her World, L'Officiel[25][26], One 2 Fly, Heritage Fashion, Tatler, Thanh Niên Tuần San, Thế Giới Phụ Nữ, Tiếp Thị & Gia Đình, VTV Truyền Hình,... và ngoài nước như Estetica US[27][28], Culture Canada,... Cô được xuất hiện trong chiến dịch quảng cáo cho Biti's, Laas Vietnam, Hello Weekend Market, Umbrella Fashion, Genviet Jeans[29], Canary Linen[30], Juno Shoes, Dolly VN, Hnoss Fashion, V-Sixtyfour, Hulos Prive, Tonyy by AnhLee[31], NTK Hà Hồng Lam, NTK Quỳnh Paris, NTK Đỗ Mạnh Cường, NTK Công Trí[32], Piaggio, Vifon[33], Ricardo Beverly Hills, Grab[34], Café Phố, Ariel Vietnam, California Fitness & Yoga, Arize Home, Techcombank[35], Samsung Galaxy,... và sải bước trên một số sàn diễn thời trang của Ivy Moda, Canifa, Happy Clothing, Eva de Eva, Valenciani, Don Hậu[36], NTK Đỗ Mạnh Cường[37], NTK Trần Hùng, NTK Lê Thanh Hòa, NTK Chung Thanh Phong, NTK Trương Thanh Hải, NTK Võ Công Khanh, NTK Đinh Văn Thơ, NTK Thanh Huỳnh[38], Vietnam International Fashion Week[39][40], Vietnam Designer Fashion Week[41], Elle Fashion Show, Thời Trang & Nhân Vật, Thời Trang & Cuộc Sống[42][43], Phong Cách & Cuộc Sống, Tuần lễ Thời trang Thượng Hải[44],... Ngoài ra, cô còn đảm nhận vai trò dẫn chương trình của Top Chef Việt Nam 2023[45], đảm nhận vai trò huấn luyện viên của The Next Face Vietnam 2021, trở thành đại sứ thương hiệu của 2 hãng là Vifon & Oriflame và xuất hiện trong các video âm nhạc "Cứ Để Cho Em" của Hồ Quỳnh Hương, "S.H.E (Save Her Earth)" của Ssay Huỳnh,...
- Hồng Vân: làm người mẫu ảnh và sải bước trên sàn diễn thời trang của NTK Adrian Anh Tuấn, NTK Lê Ngọc Lâm, Vietnam International Fashion Week,... Cô đã rút khỏi ngành người mẫu vào năm 2020 và hiện tại đã lập gia đình.
- K' Brơi: kí hợp đồng với BeU Models, Nomad Management và Babyface Casting Agency. Anh làm người mẫu ảnh[46][47][48][49] và được xuất hiện trên một số tạp chí trong nước như Đẹp[50][51], Nam, Thế Giới Phụ Nữ,... và ngoài nước như Gezno Pháp. Anh còn được xuất hiện trong chiến dịch quảng cáo cho NTK Lê Long Dũng, NTK Tommy Nguyễn, The Fox by T, Genviet Jeans[52], Urban Outfits, See Concept, Cai's Bridal, Coloury Fashion, Maschio Fashion, Ya Me Shop, Adam Store, The Blues by Blue Exchange, The Tuxedo VN, The Wind Menswear, Banana Republic[53], Traveloka[54], Now Services VN, Meat Plus,... và sải bước trên một số sàn diễn thời trang của Doãn Huy Design, Aristino, Seven Uomo, Adam Store, NTK Đỗ Mạnh Cường, NTK Ivan Trần, NTK Hoài Sang, NTK Sĩ Hoàng, NTK Hoàng Hải, NTK Adrian Anh Tuấn, NTK Hoàng Xuân Sơn, NTK Nguyễn Việt Hùng, NTK Nguyễn Minh Tuấn[55], Vietnam International Fashion Week[56], Vietnam Designer Fashion Week, Vietnam Runway Fashion Week, Vietnam International Fashion Festival[57], Inebrya Hair Show 2016, Rustic Melody – Wedding Fair 2016, Fashionology Festival 2017, Thời Trang & Cuộc Sống, Phong Cách & Cuộc Sống, Triển Lãm Cưới Wedding Bliss 2019,... Ngoài ra, anh còn xuất hiện trong các video âm nhạc như "Keep Me In Love" của Hồ Ngọc Hà, "Tình Hai Phương Trời" của Lê Như,... Từ năm 2019, anh dần rút khỏi làng người mẫu nhưng vẫn thi thoảng nhận lời mời trình diễn hoặc chụp hình.
- Đức Thành: kí hợp đồng với BeU Models, F3 Model Group và Nomad Management. Anh làm người mẫu ảnh[58] và xuất hiện trên một số tạp chí cùng với trang bìa nước ngoài như L'Écho Des Rizières Pháp, Posh Myanmar,... Anh đã xuất hiện trong chiến dịch quảng cáo cho NTK Trương Thanh Long, 1987 Menswear, Dicio Menswear[59], Parismomes, The PiO Clothing, Ấn Tượng Fashion, Ya Me Shop, LNK's Store, Neighborhood VN, Owen Fashion, The Vest VN, 4Men Shop, 7 Up,... và sải bước trên một số sàn diễn thời trang của Canifa, Ivy Moda, NTK Trương Thanh Long, Vietnam International Fashion Week, Elle Fashion Show, Festival Văn Hóa Tơ Lụa Việt Nam 2016, Thời Trang & Cuộc Sống, Xu Hướng & Phong Cách,... Ngoài ra, anh còn mở cửa hàng shop thời trang Luv Studio ở Thành phố Hồ Chí Minh. Năm 2020, anh chính thức rút khỏi nghề người mẫu để chuyển sang nghề đạo diễn phim.
- Thành An: kí hợp đồng với BeU Models và Nomad Management. Anh được xuất hiện trên một số tạp chí cho Harper's Bazaar, Esquire, Tiếp Thị & Gia Đình,... và xuất hiện trong chiến dịch quảng cáo cho NTK Phan Quốc An, Dicio Menswear, Parismomes, Urban Outfits, Catsa Fashion, Ricardo Beverly Hills, Nuti Café,... Anh làm người mẫu ảnh và sải bước trên một số sàn diễn thời trang của Canifa, Novelty Fashion, Faslink, Thủy Design House, Thiện Phát Design, NTK Adrian Anh Tuấn, NTK Hà Nhật Tiến, NTK Chung Thanh Phong, Thời Trang & Nhân Vật, Thời Trang & Cuộc Sống, Xu Hướng & Phong Cách, Vietnam International Fashion Week, Hanoi Fashion Week, Vietnam Designer Fashion Week, Elle Fashion Show,... Ngoài ra, anh còn đảm nhận vai trò tư vấn cho Happy Skin[60][61]. Anh đã rút khỏi ngành người mẫu vào năm 2019 và hiện tại đang là một tiếp viên hàng không.
- Nguyễn Hợp: kí hợp đồng với BeU Models, Nomad Management và Portfolios Casting Agency. Cô làm người mẫu ảnh[62] và xuất hiện trên tạp chí cùng với một số trang bìa như Đẹp, Harper's Bazaar, Mốt, Thể thao & Văn hóa, Heritage Fashion,... Cô được xuất hiện trong chiến dịch quảng cáo cho Ginkgo T-Shirts, Senorita Collections, Hnoss Fashion, Cotton On, Marc Fashion, Style-Republik, Hulos Prive, Yibe Clothing, Chrisbella VN, NTK Adrian Anh Tuấn[63], NTK Hà Thanh Việt, NTK Lê Thanh Hòa, NTK Phan Quốc An, NTK Cao Minh Tiến[64][65][66], NTK Chế Quyết Tiến[67],... và sải bước trên một số sàn diễn thời trang của Canifa, Ivy Moda, Vungoc&Son, Hulos Prive, F.A.C.E Fashion Workshop, Magonn Design, Yaly Couture, Elise Fashion, La Femme Mimi Séc, NTK Adrian Anh Tuấn, NTK Lâm Gia Khang, NTK Li Lam, NTK Đỗ Mạnh Cường, NTK Lê Thanh Hòa, NTK Chung Thanh Phong, NTK Quỳnh Paris, NTK Đỗ Long, NTK Công Trí, NTK Ivan Trần, NTK Tuấn Trần, NTK Lý Quí Khánh, NTK Vincent Đoàn, NTK Phan Quốc An, NTK Trương Thanh Long, NTK Hà Linh Thư, NTK Nguyễn Minh Công, NTK Hoàng Minh Hà, NTK Trần Thanh Mẫn, Vietnam International Fashion Week[68], Vietnam Designer Fashion Week, Elle Fashion Show, Asian Kids Fashion Week, Fashion Voyage, Vietnam Runway Fashion Week, Vietnam International Fashion Festival, Vietnam Next-Gen Fashion, Vietnam Iconic Runway[69], Thời Trang & Nhân Vật, Xu Hướng & Phong Cách, Phong Cách & Cuộc Sống,... Ngoài ra, cô còn đảm nhận vai trò huấn luyên viên của cuộc thi The Face Online by Vespa 2021 và đảm nhận vai trò đạo diễn catwalk của Hoa Hậu Văn Hoá Hữu Nghị Quốc Tế 2024.
- Hồng Xuân: kí hợp đồng với Portfolios Casting Agency. Cô được xuất hiện trong chiến dịch quảng cáo cho Paul & Shark, Marc Fashion, Aquafina[70],... và được chụp hình cho một số tạp chí như Men&Life, Thanh Niên Tuần San,... Cô làm người mẫu ảnh và sải bước trên một số sàn diễn thời trang của NTK Quỳnh Paris, NTK Nguyễn Minh Công[71], NTK Chung Thanh Phong[72], NTK Đỗ Mạnh Cường, NTK Adrian Anh Tuấn, Vietnam International Fashion Week[73][74], Davines Hair Show, Vietnam Designer Fashion Week, Elle Fashion Show, Don Hậu Hair Show, Thời Trang & Cuộc Sống,... Ngoài ra, cô còn xuất hiện trong video âm nhạc "Câu Chuyện Của Mẹ: Hành trình 1001 ngày đầu làm mẹ" của Bảo Thy. Cô đã rút khỏi ngành người mẫu từ năm 2021.
- Hương Ly: kí hợp đồng với BeU Models, Nomad Management, Portfolios Casting Agency và Diva Models ở Singapore. Cô được xuất hiện trong chiến dịch quảng cáo cho Canifa, Eva de Eva, Ivy Moda, Masman VN, Glamour Studio, V-Sixtyfour, Decos Original, Datt Official, NTK Adrian Anh Tuấn, NTK Trần Hùng[75][76][77], NTK Đỗ Mạnh Cường, NTK Đức Vincie, NTK Phương My, Samsung, Xiaomi,... và xuất hiện trên tạp chí cùng với một số trang bìa trong nước như Harper's Bazaar[78][79][80], Young Style, Hoa Học Trò, Thời Trang Trẻ, VTV Truyền Hình, Nữ Doanh Nhân,... và ngoài nước như Madame Figaro Nhật Bản. Cô làm người mẫu ảnh và sải bước trên một số sàn diễn thời trang của Ivy Moda, Canifa, Vungoc&Son, Thuy Design House, Amy Store, Larry Jewelry[81], NTK Chung Thanh Phong, NTK Vũ Thu Phương[82], NTK Phương My, NTK Đức Vincie, NTK Trần Hùng[83], NTK Lê Thanh Hòa[84], NTK Đỗ Mạnh Cường, NTK Adrian Anh Tuấn, NTK Đỗ Long, NTK Li Lam, NTK Đức Vincie, NTK Nguyễn Minh Tuấn[85], NTK Tùng Vũ, NTK Nguyễn Minh Công, Thời Trang & Nhân Vật, Xu Hướng & Phong Cách, Lễ hội Áo Dài Thành Phố Hồ Chí Minh, Tuần lễ Thời trang Thượng Hải, Vietnam International Fashion Week[86][87], Sakura Collection, Interflora Expo Vietnam 2016, Elle Fashion Show, Asian Kids Fashion Week, Vietnam Runway Fashion Week, Fashion Voyage, London Fashion Week[88][89],... Ngoài ra, cô còn giành được giải thưởng "Model Judges' Choice" của lễ trao giải Her World Young Achiever 2018 do tạp chí Her World tổ chức[90][91], đảm nhiệm vai trò Giám đốc Quốc gia của Miss Universe Vietnam và đảm nhiệm vai trò huấn luyện viên trong Model Kid Vietnam 2019[92][93], The Next Gentleman 2024,...

### Tham gia cuộc thi khác
- Hải Đăng: Mister Vietnam 2024 (Top 35)
- Kim Phương: The New Mentor - Người mẫu Toàn năng 2023 (Top 9)
- Anh Vũ: The Face Vietnam 2018 (vòng sơ tuyển)
- H'Hen Niê: Hoa hậu Hoàn vũ Việt Nam 2017 (Quán quân, Người đẹp Biển, Best Social Media), Hoa hậu Hoàn vũ 2018 (Top 5), Cuộc đua kỳ thú 2019 (Quán quân), Chị đẹp đạp gió rẽ sóng 2023 (Top 14)
- Hồng Vân: Hoa hậu Hoàn vũ Việt Nam 2019 (Top 60)
- K' Brơi: Quý Ông Đại Chiến 2019 (Á quân)[94], The Next Gentleman 2022 (Top 16)
- Nguyễn Hợp:  Mùa All-Star (Top 6)
- Hồng Xuân: Mùa All-Star (Top 12)
- Hương Ly: Hoa hậu Hoàn vũ Việt Nam 2017 (rút lui vì lý do sức khỏe),  Hoa hậu Hoàn vũ Việt Nam 2019 (Top 5, Người đẹp Thời trang), Hoa hậu Hoàn vũ Việt Nam 2022 (Top 5, Người đẹp Thời trang, Best Introduction, Miss Tiktok), Miss Universe Vietnam 2023 (Á hậu 1)